# Pleoptik
Die Pleoptik (pleo-, πλεῖος/πλέως griech.: "voll") beinhaltet eine Reihe von augenheilkundlichen Verfahren, die zur – häufig apparativen – Therapie von funktionaler Schwachsichtigkeit (Amblyopie) eingesetzt werden, gleichwohl in den letzten Jahrzehnten durch die Entwicklung kostengünstigerer und praktikablerer Methoden an Bedeutung verloren haben. Es steht die Bemühung im Vordergrund, durch aktive Stimulation eine verloren gegangene foveolare, zentrale Fixation wiederzuerlangen bzw. herzustellen. Man geht davon aus, dass die physiologische Hauptsehrichtung nicht mehr an die Fovea der Netzhaut (Stelle des schärfsten Sehens) gebunden ist, sondern an einen peripheren Punkt der Retina. Man spricht hier auch von exzentrischer Fixation. Die Foveola ist in dieser Situation durch ein sog. Zentralskotom (Gesichtsfeldausfall) "blockiert", und der Betroffene ist nicht mehr in der Lage, die Stelle seiner höchsten Auflösungsfähigkeit zu nutzen. Hauptziel der Pleoptik ist demnach der Abbau dieses Skotoms und die Assoziation der physiologischen Hauptsehrichtung mit der Foveola bei zentraler Fixation.

## Methodik
Die Behandlungsmethodik ist ein Teil der strabologischen Behandlungsformen, zu der auch die Orthoptik zählt. Hierbei kommen in der Regel spezielle Apparate zum Einsatz, das Pleoptophor (nach Bangerter) und das Euthyskop (nach Cüppers). Mit beiden Geräten werden über lange Zeiträume verschieden gestaltete Übungsbehandlungen, u. a. mit Erzeugung von Nachbildern, durchgeführt, die durch eine entsprechende Okklusionsbehandlung unterstützt werden müssen. Untersuchungsreihen zeigten keine signifikanten Unterschiede in den Behandlungsergebnissen der beiden wesentlichen Verfahren.
Ein weiteres Verfahren zur Übung foveolarer Wahrnehmung stellt die Nutzung des Haidinger-Büschels dar, welches in Haploskopen (Synoptophor, Synoptometer) mittels rotierender Polarisationsfilter erzeugt werden kann.

## Komplikationen und Risiken
Bei Amblyopiebehandlungen werden verschiedentlich Komplikationen beschrieben, die von einer Sehschärfenverschlechterung des okkludierten Auges, über die Zunahme eines Schielwinkels bis zu temporärer, selten persistierender Diplopie reicht. Auch werden nicht selten Rezidive festgestellt, was eine engmaschige und aufmerksame Nachsorge notwendig macht.
Vergleichende Studien zeigen keine wesentlichen Unterschiede in den Behandlungsergebnissen gegenüber den wirtschaftlich erheblich günstigeren Okklusionsbehandlungen. Pleoptische Schulungen werden deshalb nur in bestimmten Fällen nach eingehender Untersuchung und strenger Indikationsstellung als zusätzliche Maßnahme der Amblyopiebehandlung eingesetzt, und dies ausschließlich durch entsprechend kompetente Fachleute, im Allgemeinen Orthoptisten. Wegen der unter Umständen sehr langen Behandlungsdauer sind für eine entsprechende Compliance ausführliche Aufklärungs- und Informationsgespräche mit Eltern und Patienten unerlässlich.